# Thria fugitiva
Thria fugitiva là một loài bướm đêm trong họ Noctuidae.